# Srećko Lisinac
Srećko Lisinac  (Servisch: Срећко Лисинац) (Kraljevo, 17 mei 1992) is een Servische volleyballer, gespecialiseerd als middenaanvaller.
Zijn vrouw is volleybalspeler Stefana Veljković. 1 februari 2021 werd hun zoon Luka geboren.

## Sportieve successen

### Club
Duits Kampioenschap:
- 2014

Pools kampioenschap:
- 2018
- 2017
- 2015, 2016

Poolse Beker:
- 2016

Wereldkampioenschap voor clubteams:
- 2018
- 2021

CEV Cup:
- 2019[2]

CEV Champions League:
- 2021

Italiaanse Superbeker:
- 2021

### Nationaal team
Europees kampioenschap onder 21:
- 2010

Wereldkampioenschap onder 21:
- 2011

Wereldkampioenschap onder 23:
- 2013

Europees Kampioenschap:
- 2019
- 2013, 2017

FIVB World League:
- 2016
- 2015

## Individuele onderscheidingen
- 2013: Het beste blocker Europees Kampioenschap
- 2015: Het beste middenaanvaller FIVB World League
- 2016: Het beste blocker Poolse Beker
- 2016: Het beste middenaanvaller FIVB World League
- 2017: Het beste middenaanvaller Europees Kampioenschap
- 2018: Het beste blocker Poolse Beker
- 2019: Het beste middenaanvaller Europees Kampioenschap